# Manga Up!
Manga Up! (マンガUP!?) è un servizio online giapponese per la lettura di manga contenente serie pubblicate da Square Enix, ma anche opere originali provenienti anche da altri media. 

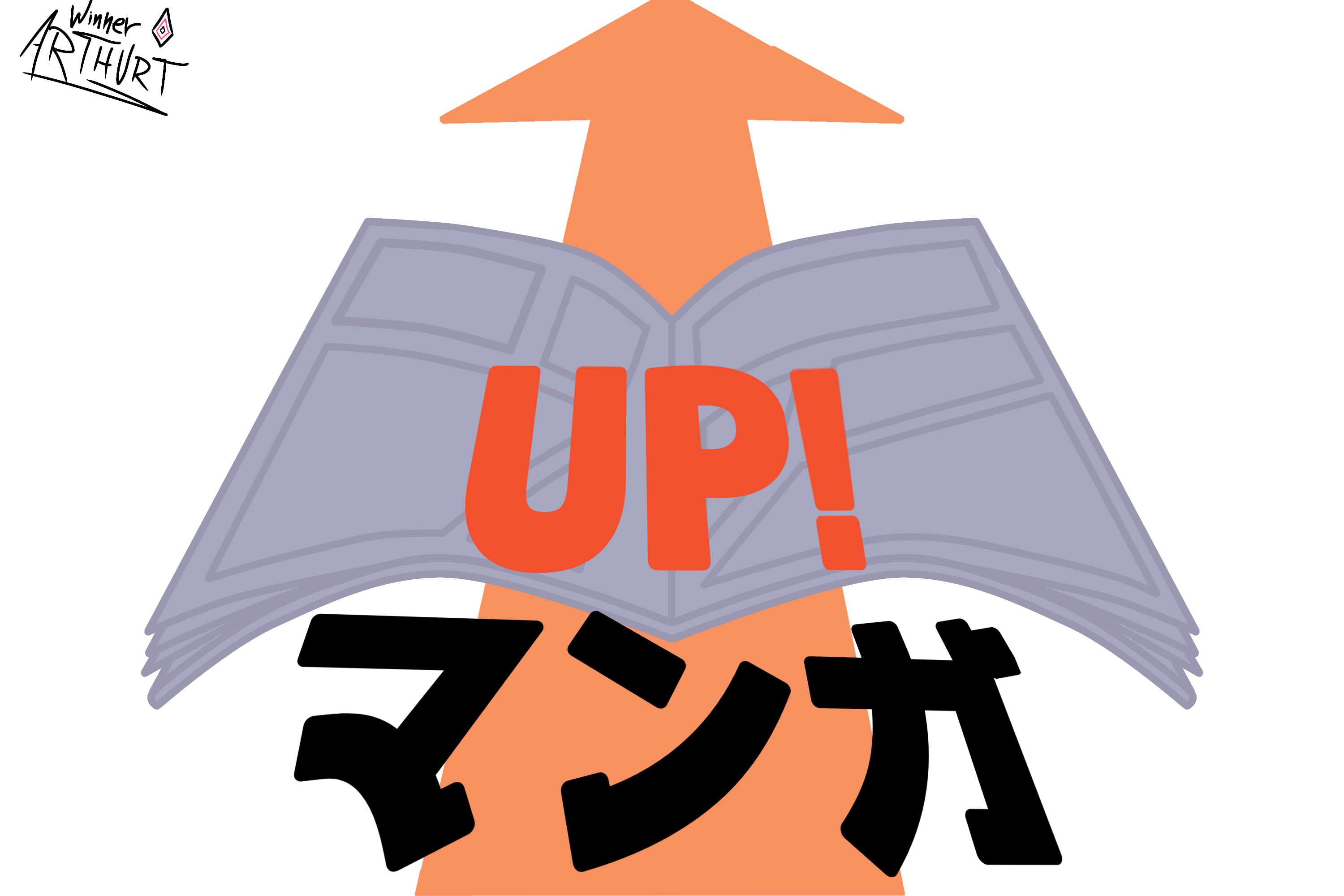
Fan art del logo del sito

Il servizio è stato lanciato in Giappone nel 2017 e dal 2022 è presente anche internazionalmente in lingua inglese.

## Storia
Il servizio è stato lanciato originariamente in Giappone il 7 gennaio 2017, tramite un sito web e un'app per Android e iOS.
Una versione in lingua inglese del servizio è stata lanciata il 25 luglio 2022.

## Contenuto
Presenta principalmente titoli pubblicati dalla divisione editoriale manga di Square Enix, insieme a serie di altri editori pubblicate da Square Enix in Giappone, che prima di allora non erano mai state licenziate aldifuori del paese. Oltre a manga sono presenti anche light novel.

## Accoglienza
Il sito web giapponese Appmedia ha elogiato le opere e i contenuti gratuiti dell'applicazione, che è stata nominata per i Google Play Awards 2017 in Giappone. A novembre 2022 l'app aveva all'attivo 20 milioni di download.

### Critiche
Al momento della distribuzione internazionale, molti utenti hanno criticato la qualità e la quantità della censura. Alcuni critici hanno sottolineato che la censura includeva anche ginocchia e i gomiti. Jason Faulkner di GameRevolution ha criticato che serie ecchi come My Dress-Up Darling avevano personaggi per lo più oscurati e che la censura era probabilmente effettuata in automatico dal computer. Le critiche sono state rivolte anche al modello di monetizzazione del servizio. Isaiah Colbert di Kotaku ha paragonato la monetizzazione alle microtransazioni dei videogiochi, descrivendo questo tipo di monetizzazione come “insensata” e criticando i prezzi come eccessivamente alti.
Il 27 luglio 2022, Manga Up! ha pubblicato una risposta alle lamentele sulla censura, citando come motivazione le politiche di censura di paesi come l'Indonesia. Il 4 settembre 2022, Square Enix ha annunciato che tutte le censure tramite barre nere sono state rimosse e sostituite con metodi meno invasivi.